# Єсентерек
Єсентере́к (каз. Есентерек) — село у складі Актогайського району Павлодарської області Казахстану. Входить до складу Караобинського сільського округу.
Населення — 71 особа (2021; 83 у 2009, 252 у 1999, 341 у 1989).
Національний склад станом на 1989 рік:
- казахи — 100 %.